# Podtureň
Podtureň (in ungherese Pottornya) è un comune della Slovacchia facente parte del distretto di Liptovský Mikuláš, nella regione di Žilina.